# Пейтон, Элизабет
Элизабет Пейтон (англ. Elizabeth Peyton; род. 1965, Дэнбури, США) — современный американский живописец, известна благодаря стилизованным и идеализированным портретам знаменитостей.

## Образование
- 1984—1987 School of Visual Arts, Нью-Йорк

## Творчество
- Первая персональная выставка Пейтон прошла в Althea Viafora Gallery в Нью-Йорке в 1987. Вторая нью-йоркская выставка была проведена в номере отеля Chelsea (желающие увидеть экспозицию должны были взять на ресепшене отеля ключ от комнаты). Пейтон начала выставляться в Gavin Brown Gallery и получать позитивные отзывы в New York Times и The Village Voice.
- В начале 1990-х Пейтон начала рисовать портреты знаменитых исторических личностей — такие как «Наполеон», «Marie Antoinette Choosing her Clothes». В это же время Пейтон начала создавать серию портретов рок-музыканта Курта Кобейна, используя изображения из журналов, рисуя в стиле, который подчеркивал андрогинность и красоту певца, например, как в работе «Princess Kurt» (1995).
- Популярность к Элизабет Пейтон пришла в середине 1990-х. На протяжении этого периода Пейтон нарисовала большое количество знаменитостей в своем узнаваемом стиле, снабжая каждую свою модель похожими красными губами, одинаковыми глазами и бледной кожей, так что все они похожи на идеализированные феминизированные версии мужественности, что напоминает гей иконографию в духе Пьера и Жиля. Эта живопись также напоминает портреты звезд Энди Уорхола (например, Мэрилин Монро), который использовал образы из средств массовой информации, а живописная техника и яркие цвета — картины фанатов-подростков копирующих фотографии своих кумиров. В середине 1990-х Пейтон также начала использовать своих друзей в качестве моделей, как в работе "Piotr on Couch "(1997).
- Её карьера развивалась удачно, факт подтвержденный арт-рынком — цены на работы Пейтон постоянно росли (портрет Джона Леннона был продан за $800,000 в 2006). Работы Элизабет Пейтон в настоящее время находятся в коллекциях Музея современного искусства в Нью-Йорке и в центре Помпиду в Париже.

## Персональные выставки
- 2009 Live Forever: Elizabeth Peyton, Walker Art Center, Миннеаполис
- 2008 Live Forever: Elizabeth Peyton, New Museum of Contemporary Art, Нью-Йорк
- 2008 Elizabeth Peyton: Photographs — The Aldrich Contemporary Art Museum, Ridgefield, CT
- 2008 Elizabeth Peyton — Gavin Brown’s Enterprise GBE modern, New York City, NY
- 2007 Elizabeth Peyton — Regen Projects, Los Angeles, CA
- 2006 Elizabeth Peyton — Neugerriemschneider, Berlin
- 2005 Elizabeth Peyton — Sadie Coles HQ, London (England)
- 2004 Elizabeth Peyton — Gavin Brown’s Enterprise GBE modern, New York City, NY
- 2003 Elisabeth Peyton: New Paintings — Regen Projects, Los Angeles, CA
- 2002 Elizabeth Peyton — Sadie Coles HQ, London (England)
- 2002 Elizabeth Peyton — 16 Artists — Salzburger Kunstverein, Salzburg
- 2001 Elizabeth Peyton — Deichtorhallen, Hamburg
- 2000 Elizabeth Peyton — Tony — Westfälischer Kunstverein, Münster
- 2000 New Work 1: Elizabeth Peyton — Aspen Art Museum, Aspen, CO
- 2000 Elizabeth Peyton — Sadie Coles HQ, London (England)
- 1999 Elizabeth Peyton — Regen Projects, Los Angeles, CA
- 1998 Elizabeth Peyton — Kunstmuseum Wolfsburg, Wolfsburg
- 1998 Elizabeth Peyton — Museum für Gegenwartskunst — Emanuel Hoffmann-Stiftung, Basel
- 1998 Elizabeth Peyton — New Paintings — Sadie Coles HQ, London (England)
- 1997 currents 71: ELIZABETH PEYTON — Saint Louis Art Museum, Saint Louis, MO
- 1997 Elizabeth Peyton — Regen Projects, Los Angeles, CA

## Публичные коллекции
- Центр Помпиду, Париж, Франция
- Sammlung Boros, Берлин, Германия
- Kunstmuseum Wolfsburg, Wolfsburg, Германия
- DA2 — Domus Artium 2002, Саламанка, Испания
- Schaulager, Münchenstein / Basel, Швейцария
- Музей искусств округа Лос-Анджелес — LACMA, Лос-Анджелес
- Музей Гуггенхайма, Нью-Йорк
- Нью-Йоркский музей современного искусства (MoMA), Нью-Йорк
- San Francisco Museum of Modern Art — SFMOMA, Сан Франциско
- Художественный музей Пэрриша, Southampton